# Sjuttonde söndagen efter trefaldighet
Sjuttonde söndagen efter trefaldighet är en av söndagarna i "kyrkans vardagstid".
Den infaller 25 veckor efter påskdagen.
Den liturgiska färgen är grön.
Temat för dagens bibeltexter enligt evangelieboken är Rik inför Gud:, och en välkänd text är den text i Matteusevangeliet, där Jesus säger:
"Ni kan inte tjäna både Gud och mammon."

## Svenska kyrkan

### Texter
Söndagens tema enligt 2003 års evangeliebok är Rik inför Gud. De bibeltexter som används för att belysa dagens tema är:
| Första årgången                                                                      | Andra årgången                                                           | Tredje årgången                                                          | Psaltarpsalm      |
| Andra Moseboken 32:1-4,30-35 Första Johannesbrevet 2:15-17 Matteusevangeliet 6:19-24 | Predikaren 5:9-15 Första Timotheosbrevet 6:7-11 Lukasevangeliet 12:13-21 | Predikaren 12:1-7 Första Johannesbrevet 4:16-21 Lukasevangeliet 16:19-31 | Psaltaren 49:6-12 |

### Fotnoter
1. ↑  ”Sjuttonde söndagen efter trefaldighet”. Svenska kyrkan. Arkiverad från originalet den 8 december 2015. https://web.archive.org/web/20151208175741/https://www.svenskakyrkan.se/troochandlighet/kyrkoarets-bibeltexter?helgdag=20. Läst 27 november 2015.
2. ↑   Den svenska psalmboken med tillägg. Stockholm: Verbum. 2005. sid. 1527–1531. Libris ht7wjxh8f3k4gcqk. ISBN 978-91-526-5515-3